# BC Viktoria Glesch-Paffendorf
Der BC Viktoria Glesch/Paffendorf (offiziell: Ballspielclub Viktoria 1915 Glesch / Paffendorf e.V.) ist ein Sportverein aus Bergheim im Rhein-Erft-Kreis in Nordrhein-Westfalen. Die erste Mannschaft der Männer spielte von 2020 bis 2024 in der Mittelrheinliga.

## Geschichte
Der Verein wurde im Jahre 1915 als BC Viktoria Glesch gegründet. Bei der Mitgliederversammlung im Jahre 1994 nahm der Verein seinen heutigen Namen an. Nachdem der Verein jahrzehntelang ein reiner Fußballverein war, wurden später noch die Abteilungen Breitensport und Tischtennis gegründet.
Die Fußballer der Viktoria spielten jahrzehntelang auf Kreisebene. Im Jahre 2012 gelang der Aufstieg in die Bezirksliga, dem drei Jahre später der Aufstieg in die Landesliga Mittelrhein folgte. Dort wurde die Mannschaft in der Saison 2019/20, die wegen der COVID-19-Pandemie abgebrochen wurde, zum Meister und Aufsteiger in die Mittelrheinliga erklärt. In der Winterpause der Saison 2023/24 zog der Verein seine abgeschlagen auf dem letzten Tabellenplatz stehende Mannschaft aus finanziellen Gründen aus der Mittelrheinliga zurück.
2015 und 2019 gewann die Mannschaft den Kreispokal des Fußballkreises Rhein-Erft. Gegner war jeweils die Spvg Wesseling-Urfeld. 2021 und 2022 verlor man das Finale jeweils gegen den FC Hürth.

## Stadion
Die Heimspiele trägt der BC Viktoria auf dem Jahnsportplatz mit einer Kapazität von 2000 Plätzen aus. Es wird dort auf Kunstrasen gespielt. 2022 wurde aus Fördermittel und Eigenleistung eine neue Tribüne für ca. 400 Personen in Betrieb genommen.